# Lycianthes hupehensis
Lycianthes hupehensis är en potatisväxtart som först beskrevs av Friedrich August Georg Bitter, och fick sitt nu gällande namn av Cheng Yih Wu och S. C. Huang. Lycianthes hupehensis ingår i Himmelsögonsläktet som ingår i familjen potatisväxter. Inga underarter finns listade i Catalogue of Life.